# FFH-Gebiet Großer und Kleiner Benzer See

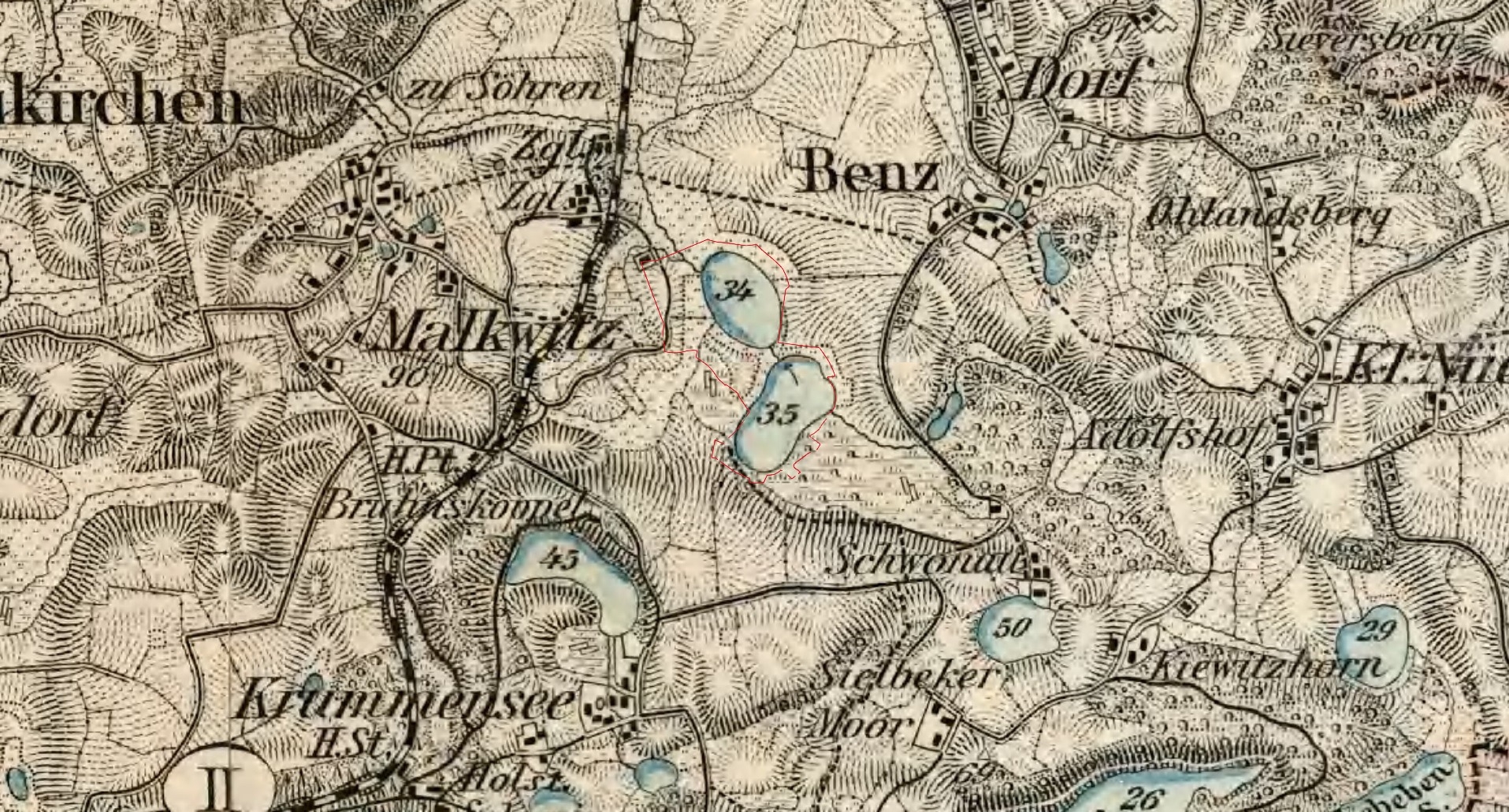
Karte 1ː Großer und Kleiner Benzer See um 1893 (rot umrandet die Grenze des heutigen FFH-Gebietes Großer und Kleiner Benzer See)

Das FFH-Gebiet Großer und Kleiner Benzer See ist ein NATURA 2000-Schutzgebiet in Schleswig-Holstein im Kreis Ostholstein in der Gemeinde Malente. Es liegt im Naturraum Holsteinische Schweiz (Landschafts-ID 70208) in der Haupteinheit Ostholsteinisches Hügelland. Diese ist wiederum Teil der Naturräumlichen Großregion 2. Ordnung Schleswig-Holsteinisches Hügelland. Es hat eine Größe von 48 Hektar. Die größte Ausdehnung des FFH-Gebietes liegt mit 1,11 Kilometer in Nordsüdrichtung. Es liegt zwischen den Malenter Ortsteilen Malkwitz im Westen und Benz im Osten in einer Grünlandsenke. Der Große und Kleine Benzer See liegen in der Mitte der FFH-Gebietsfläche. Die Seen sind ehemalige Toteisseen der letzten Eiszeit, wie sie häufig in Holstein vorkommen. Das FFH-Gebiet grenzt im Osten an intensiv bewirtschaftete Ackerflächen und im Westen und Norden an Grünland. Im Süden grenzt es an ein großes Waldgebiet, das Schwonauer Holz. Die höchste Erhebung des FFH-Gebietes liegt mit 40 Meter über NHN (Lage) nordöstlich des Kleinen Benzer Sees. Der niedrigste Punkt ist mit 34 Meter über NHN an der Nordgrenze, wo der Abfluss des Kleinen Benzer Sees das FFH-Gebiet verlässt (Lage).

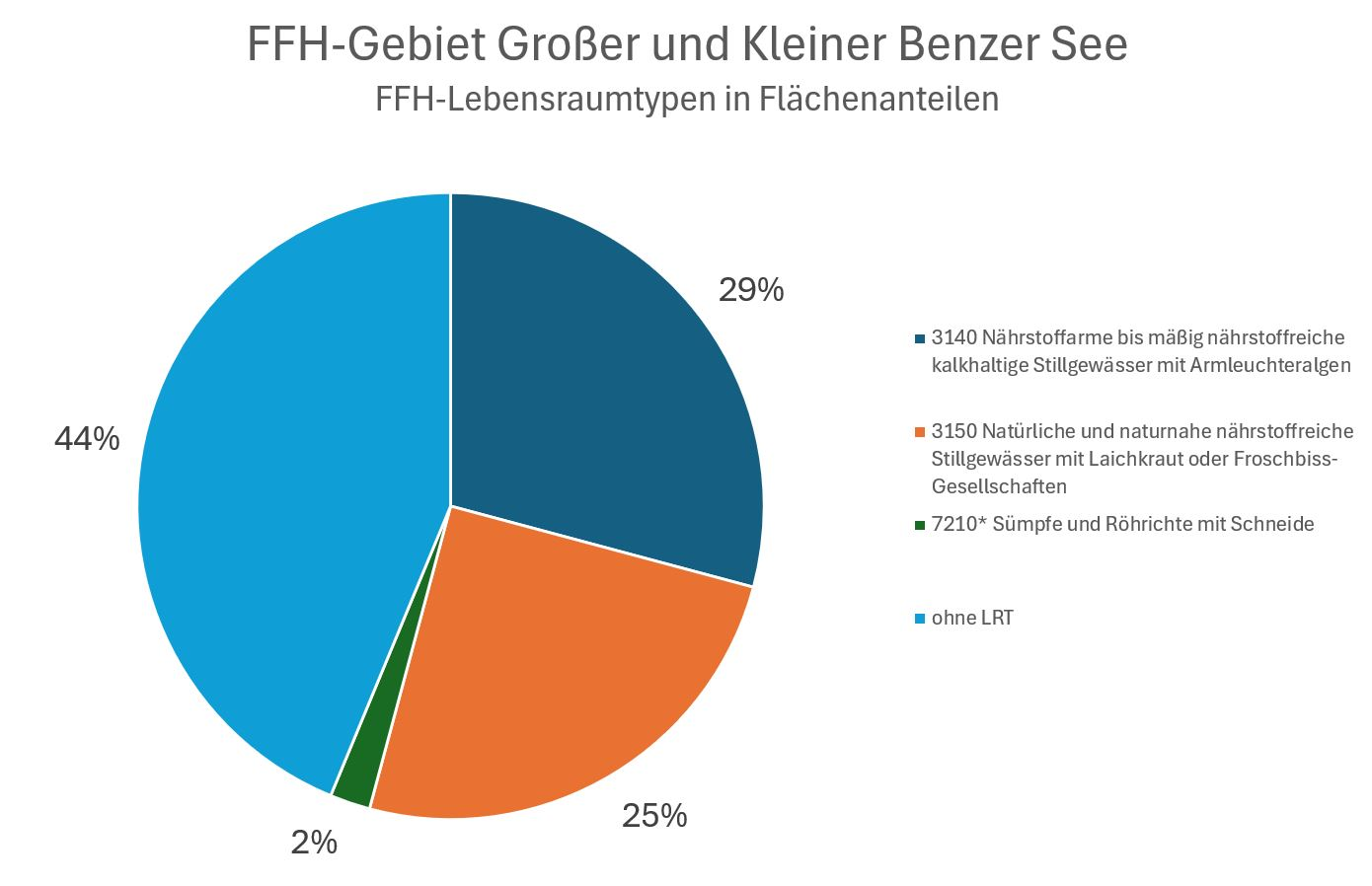
Diagramm 1ː FFH-Lebensraumklassen im FFH-Gebiet Großer und Kleiner Benzer See

Das FFH-Gebiet gehört zum Wasser- und Bodenverband Schwentine und wird von Süd nach Nord von mehreren unbenannten Fließgewässern durchquert. Der südlich gelegene Große Benzer See hat zwei Zuflüsse. Der größte ist der Abfluss aus dem 15,1 Meter höher gelegenen Schwonausee südlich des FFH-Gebietes. Der Große Benzer See entwässert nach Norden in den Kleinen Benzer See, der wiederum nach Norden in das Gewässersystem der Schwentine entwässert. Die Seen sind für den Besucher kaum zugänglich. Lediglich am Südostufer des Großen Benzer Sees befindet sich eine öffentliche Badestelle.
Das FFH-Gebiet besteht gut zur Hälfte aus der FFH-Lebensraumklasse Binnengewässer gefolgt von Moore, Sümpfe und Uferbewuchs und ein wenig Laubwald, siehe Diagramm 1.

## FFH-Gebietsgeschichte und Naturschutzumgebung
Der NATURA 2000-Standard-Datenbogen (SDB) für dieses FFH-Gebiet wurde im Mai 2004 vom Landesamt für Landwirtschaft, Umwelt und ländliche Räume (LLUR) des Landes Schleswig-Holstein erstellt, im September 2004 als Gebiet von gemeinschaftlicher Bedeutung (GGB) vorgeschlagen, im November 2007 von der EU als GGB bestätigt und im Januar 2010 national nach § 32 Absatz 2 bis 4 BNatSchG in Verbindung mit § 23 LNatSchG als besonderes Erhaltungsgebiet (BEG) bestätigt. Der SDB wurde zuletzt im Mai 2019 aktualisiert. Der Managementplan wurde im April 2013 veröffentlicht. Das FFH-Gebiet Großer und Kleiner Benzer See ist Teil des Naturparks Holsteinische Schweiz und des am 10. Juni 1965 gegründeten Landschaftsschutzgebietes Holsteinische Schweiz. Das FFH-Gebiet liegt im Schwerpunktbereich Nr. 303 „Benzer See und Umgebung“ des landesweiten Biotopverbundsystems. Mit der Gebietsbetreuung des FFH-Gebietes wurde nach § 20 LNatSchG durch das LLUR noch keine Institution beauftragt (Stand März 2024).

## FFH-Erhaltungsgegenstand

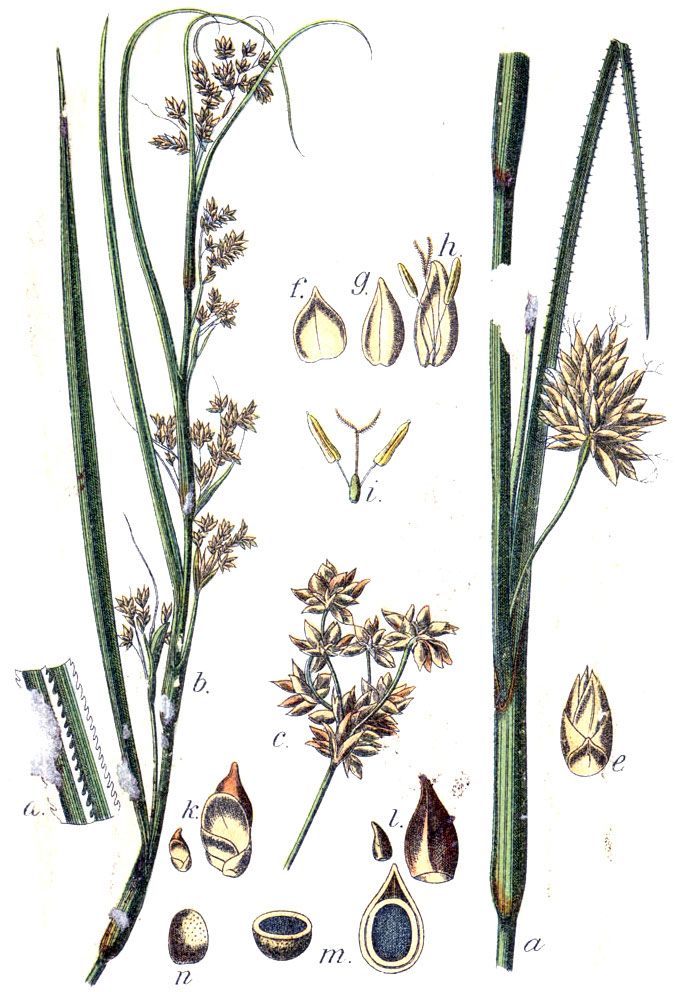
Bild 1ː Zeigerpflanze für den LRT 7210 Sümpfe und Röhrichte mit Schneide

Laut Standard-Datenbogen vom Mai 2019 sind folgende FFH-Lebensraumtypen (LRT) und Arten als FFH-Erhaltungsgegenstände mit den entsprechenden Beurteilungen zum Erhaltungszustand der Umweltbehörde der Europäischen Union gemeldet worden (Gebräuchliche Kurzbezeichnung (BfN)): FFH-Lebensraumtypen nach Anhang I der EU-Richtlinie:
- 3140 Nährstoffarme bis mäßig nährstoffreiche kalkhaltige Stillgewässer mit Armleuchteralgen (Gesamtbeurteilung B)[15]
- 3150 Natürliche und naturnahe nährstoffreiche Stillgewässer mit Laichkraut oder Froschbiss-Gesellschaften (Gesamtbeurteilung B)[16]
- 7210* Sümpfe und Röhrichte mit Schneide (Gesamtbeurteilung B)[17]

Arten gemäß Artikel 4 der Richtlinie 2009/147/EG und Anhang II der Richtlinie 92/43/EWG und diesbezügliche Beurteilung des Gebiets:
- 1016 Bauchige Windelschnecke (Gesamtbeurteilung C)[19]

Das FFH-Gebiet ist im SDB zu gut der Hälfte als FFH-Lebensraumfläche ausgewiesen, wovon der überwiegende Teil dem LRT 3140 Nährstoffarme bis mäßig nährstoffreiche kalkhaltige Stillgewässer mit Armleuchteralgen und dem LRT 3150 Natürliche und naturnahe nährstoffreiche Stillgewässer mit Laichkraut oder Froschbiss-Gesellschaften zugerechnet wird, siehe Diagramm 2. Der LRT 7210* Sümpfe und Röhrichte mit Schneide ist nur auf zwei Prozent der FFH-Gebietsfläche anzutreffen.
| FFH-LRT                                                                                                   | Fläche laut SDB [ha] | Fläche laut Biotopkartierung [ha] |
| --- | -------------------- | --------------------------------- |
| 3140 Nährstoffarme bis mäßig nährstoffreiche kalkhaltige Stillgewässer mit Armleuchteralgen               | 14                   | -                                 |
| 3150 Natürliche und naturnahe nährstoffreiche Stillgewässer mit Laichkraut oder Froschbiss-Gesellschaften | 12                   | 21,5399                           |
| 3160 Dystrophe Stillgewässer                                                                              | -                    | 0,1268                            |
| 7210* Sümpfe und Röhrichte mit Schneide                                                                   | 1                    | -                                 |

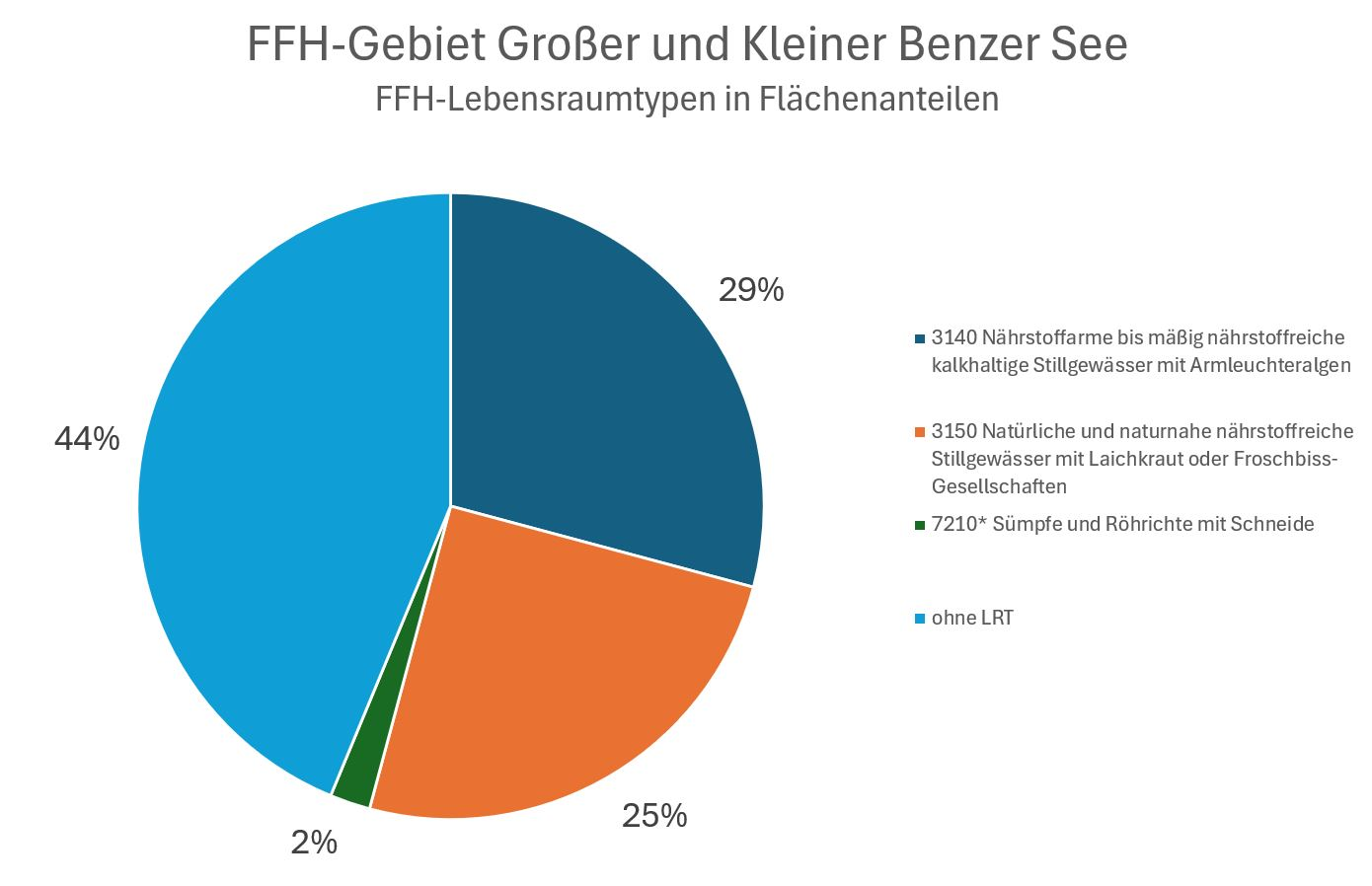
Diagramm 2ː FFH-Lebensraumtypen im FFH-Gebiet Großer und Kleiner Benzer See

Im Jahre 2016 wurde eine vollständige Biotopkartierung der Fläche des FFH-Gebietes Großer und Kleiner Benzer See durch das LLUR durchführt. Danach haben die beiden Seen den FFH-Lebensraumtyp 3150 Natürliche und naturnahe nährstoffreiche Stillgewässer mit Laichkraut oder Froschbiss-Gesellschaften zugesprochen bekommen. Dies weicht stark von Standarddatenbogen aus dem Mai 2019 ab, siehe Tabelle 1.

## FFH-Erhaltungsziele
Aus den oben aufgeführten FFH-Erhaltungsgegenständen werden als FFH-Erhaltungsziele von besonderer Bedeutung die Erhaltung folgender Lebensraumtypen und Arten im FFH-Gebiet vom Ministerium für Energiewende, Landwirtschaft, Umwelt und ländliche Räume des Landes Schleswig-Holstein erklärt:
- 3140 Nährstoffarme bis mäßig nährstoffreiche kalkhaltige Stillgewässer mit Armleuchteralgen
- 3150 Natürliche und naturnahe nährstoffreiche Stillgewässer mit Laichkraut oder Froschbiss-Gesellschaften
- 7210* Sümpfe und Röhrichte mit Schneide

## FFH-Analyse und Bewertung
Das Kapitel FFH-Analyse und Bewertung im Managementplan beschäftigt sich unter anderem mit den aktuellen Gegebenheiten des FFH-Gebietes und den Hindernissen bei der Erhaltung und Weiterentwicklung der FFH-Lebensraumtypen und Arten. Die Ergebnisse fließen in den FFH-Maßnahmenkatalog ein.
Die im FFH-Gebiet ausgewiesenen FFH-LRT-Flächen haben eine gute Gesamtbewertung im SDB erhalten. Hier handelt es sich im Wesentlichen um die beiden Seen, die dem FFH-Gebiet ihren Namen geben. Sie sind wegen ihrer geringen Größe keine berichtspflichtigen Wasserkörper im Sinne der europäischen Wasserrahmenrichtlinie (WRRL). Allerdings wird das FFH-Gebiet und die beiden Benzer Seen durch ein Fließgewässer durchflossen, das einer Berichtspflicht gegenüber der Europäischen Umweltagentur in Kopenhagen unterliegt, siehe Tabelle 2. Es handelt sich um den Wasserkörper Malenter Au UL. Dieser Wasserkörper hat eine Gesamtlänge von 12,96 Kilometer und beginnt als Ablauf des ehemaligen Toteissees Schwonausee in den Großen Benzer See, fließt von dort in den Kleinen Benzer See und verlässt diesen nach Norden. Im amtlichen Gewässerverzeichnis mit der Gewässernummer 1.8.17.2 versehen, mündet dieses an der Ziegelei Malkwitz in das Fließgewässer 1.8.17. Dieses wiederum mündet im Buchholz westlich von Sören in die Malenter Au (vor Ort auch Sörener Au genannt) (Gewässernummer 1.8). Nach knapp 13 Kilometer mündet der Wasserkörper in Gremsmühlen in den Kellersee.
| Lfd.- Nr. | Name                           | Kennung         | ökologischer Gesamtzustand | Bewertungsgrund | chemischer Gesamtzustand | Bewertungsgrund                                                                                  |
| --------- | ------------------------------ | --------------- | -------------------------- | --------------- | ------------------------ | ------------------------------------------------------------------------------------------------ |
| 1         | Malenter Au UL (Fließgewässer) | DERW_DESH_SW_02 | unbefriedigend             | Fischfauna      | nicht gut                | zu hohe Gehalte an Nitraten, Bromierter Diphenylether (BDE), Quecksilber und dessen Verbindungen |

Die Verbreitung des Fischotters hat sich in den letzten zehn Jahren im FFH-Gebiet Großer und Kleiner Benzer See positiv entwickelt.

## FFH-Maßnahmenkatalog
Der FFH-Maßnahmenkatalog im Managementplan führt neben den bereits durchgeführten Maßnahmen geplante Maßnahmen zur Erhaltung und Entwicklung der FFH-Lebensraumtypen im FFH-Gebiet an. Konkrete Empfehlungen sind in fünfzehn Maßnahmenblättern und einer Maßnahmenkarte des FFH-Gebietes beschrieben.
Schwerpunkt der vorgeschlagenen Maßnahmen ist die Verhinderung der Einbringung von Nährstoffen durch die umliegenden intensiv bewirtschafteten landwirtschaftlichen Nutzflächen in die beiden Seen und die Fließgewässer des FFH-Gebietes. Am Südostufer des Großen Benzer Sees befindet sich eine Nutzwaldfläche der Schleswig-Holsteinischen Landesforsten (SHLF). Hier sollen im Rahmen des kontinuierlichen Waldumbaus standortfremde Nadelbäume durch Feuchtwald ersetzt werden. Im Anschluss daran befindet sich östlich des FFH-Gebietes eine Fläche, die zum Naturwald erklärt worden ist und damit jeglicher Nutzung entzogen ist. Diese Fläche liegt auch im Gültigkeitsbereich des Managementplanes des FFH-Gebietes. Ein Großteil der Flächen im FFH-Gebiet und dessen Umgebung sind bereits Vertragsnaturschutzflächen nach dem Vertragsmodell „Weidewirtschaft Moor ohne Düngung“.

## FFH-Erfolgskontrolle und Monitoring der Maßnahmen
Eine FFH-Erfolgskontrolle und Monitoring der Maßnahmen findet in Schleswig-Holstein alle 6 Jahre statt. Die Ergebnisse des letzten Monitorings wurden noch nicht veröffentlicht (Stand März 2024).